# لا روشل

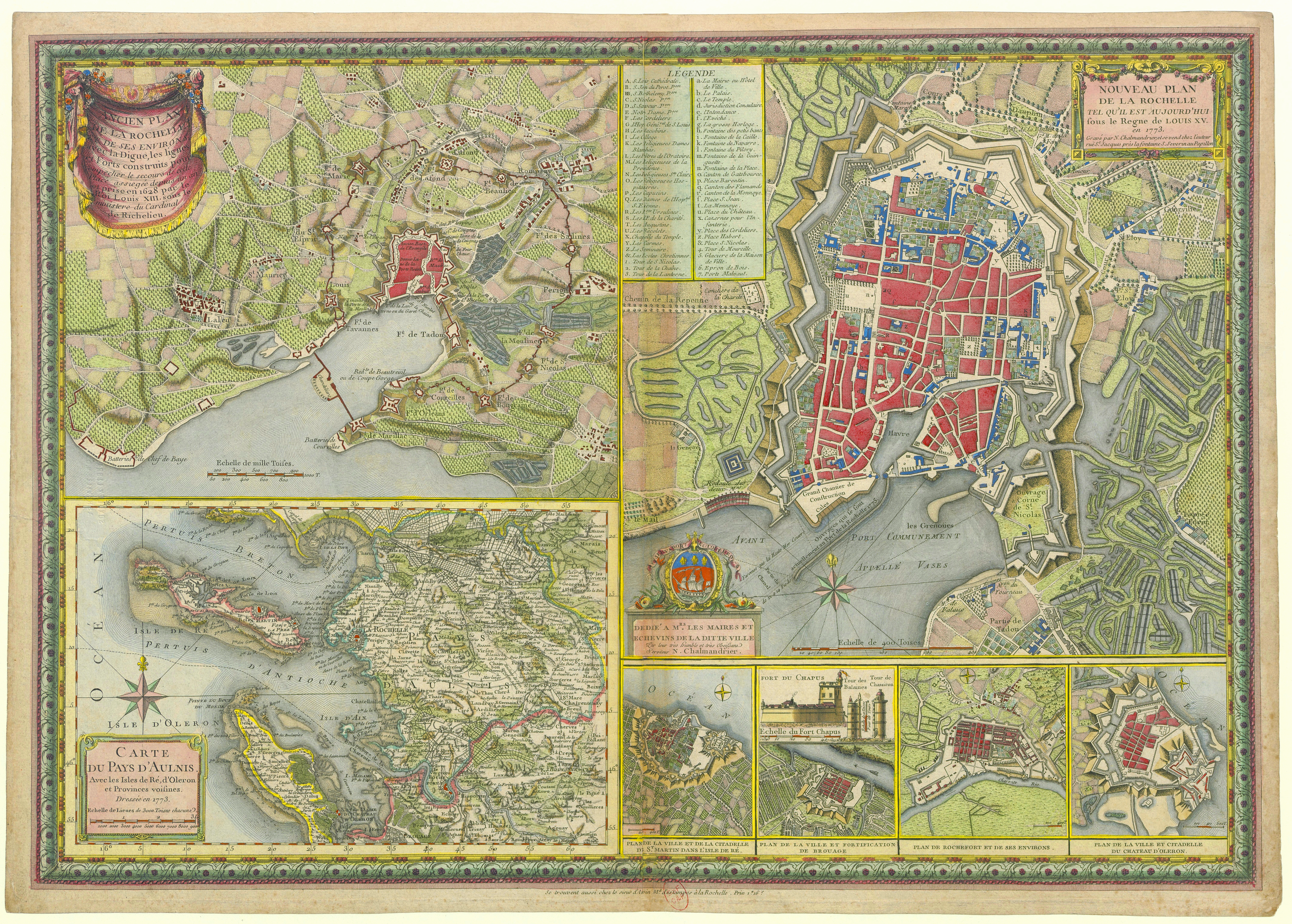
نگاره‌ای به تاریخ ۱۷۷۳ میلادی از نقشهٔ شهر لا روشل و مناطق اطراف و استان تاریخی اونی در فرانسه.

لا روشل (به فرانسوی: La Rochelle) در شهرستان شرانت-ماریتیم در ناحیه پواتو-شرانت با جمعیت ۷۷٬۱۹۶ نفر در غرب کشور فرانسه واقع شده‌است.

## نگارخانه

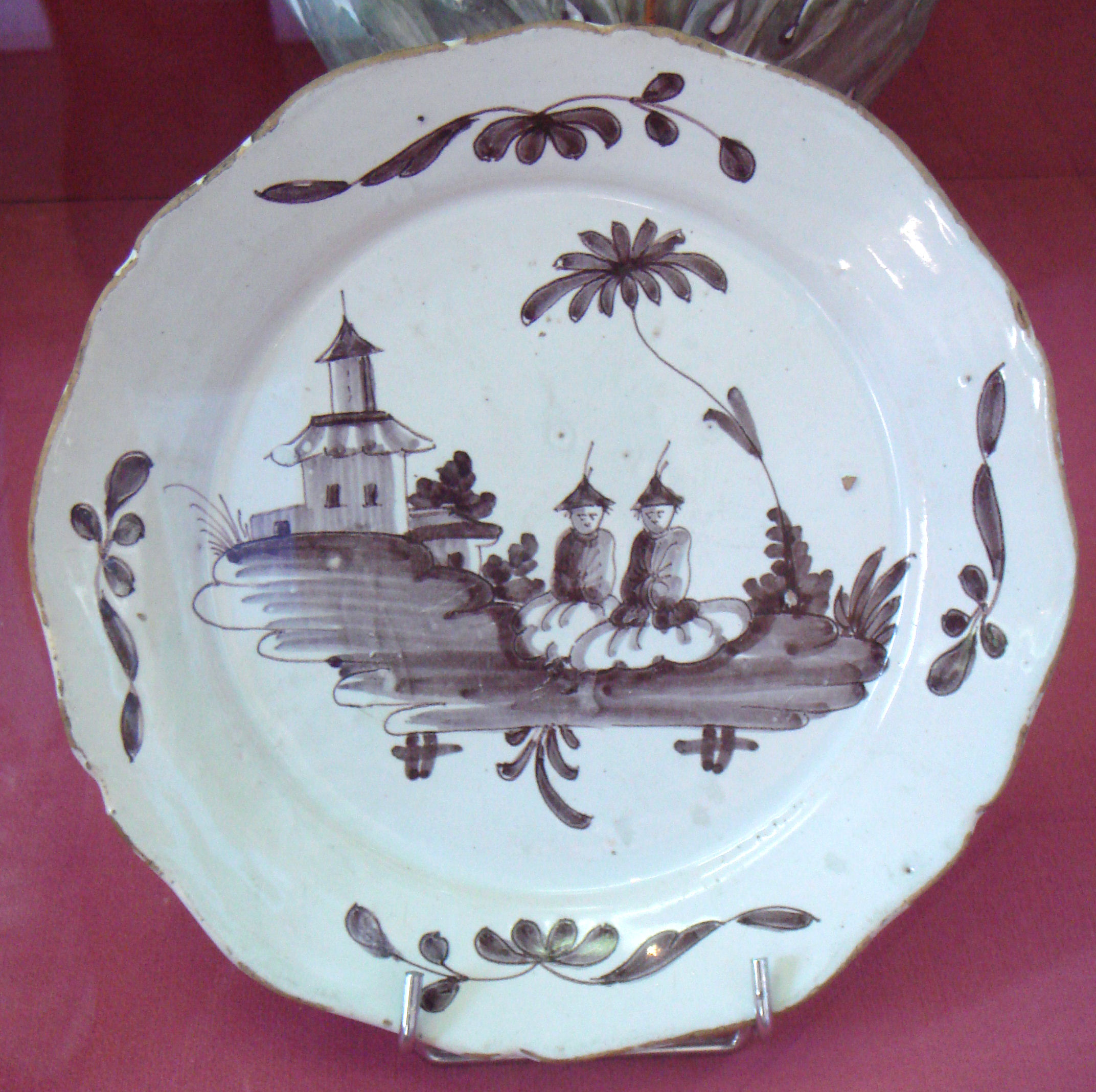
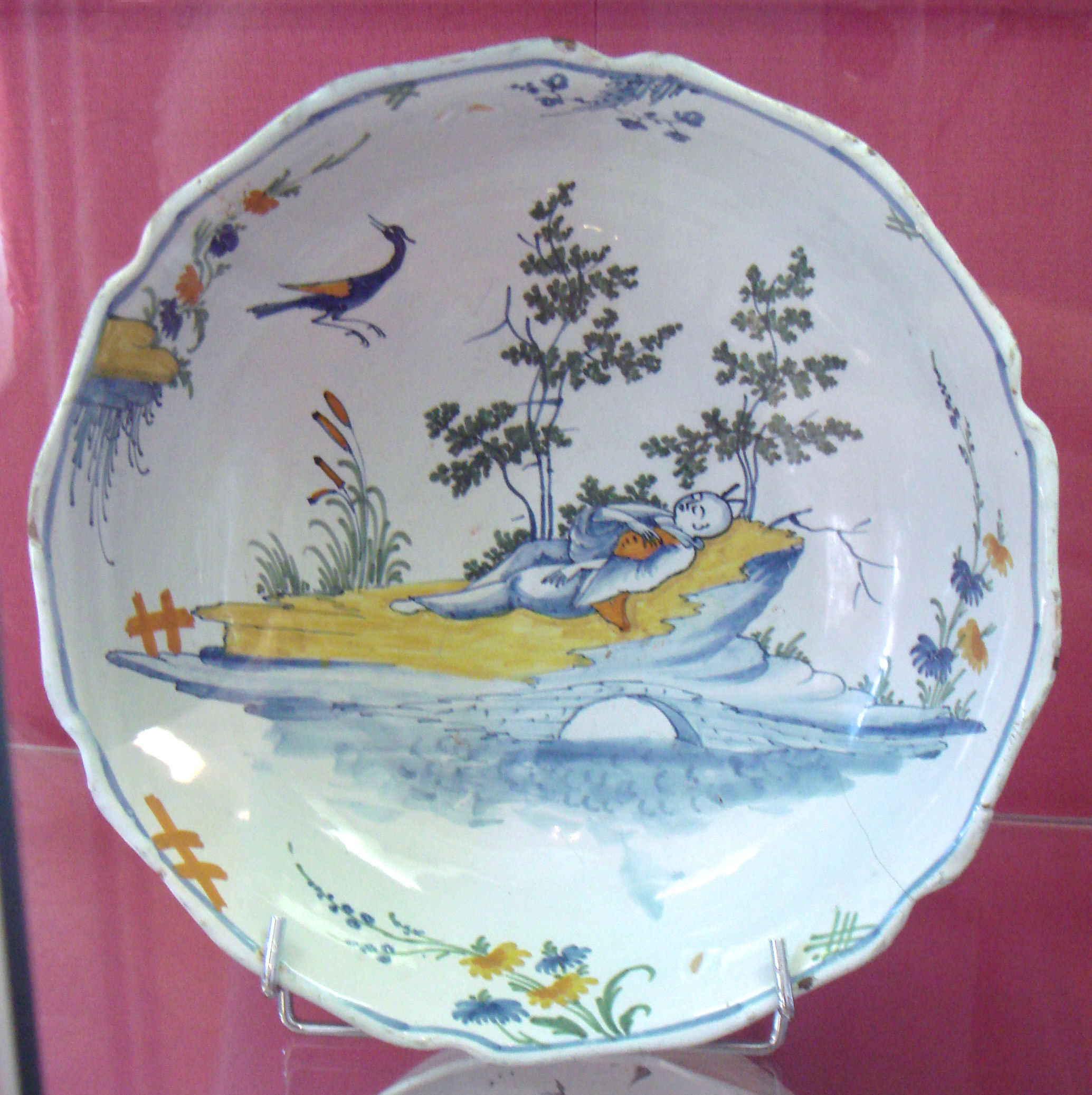
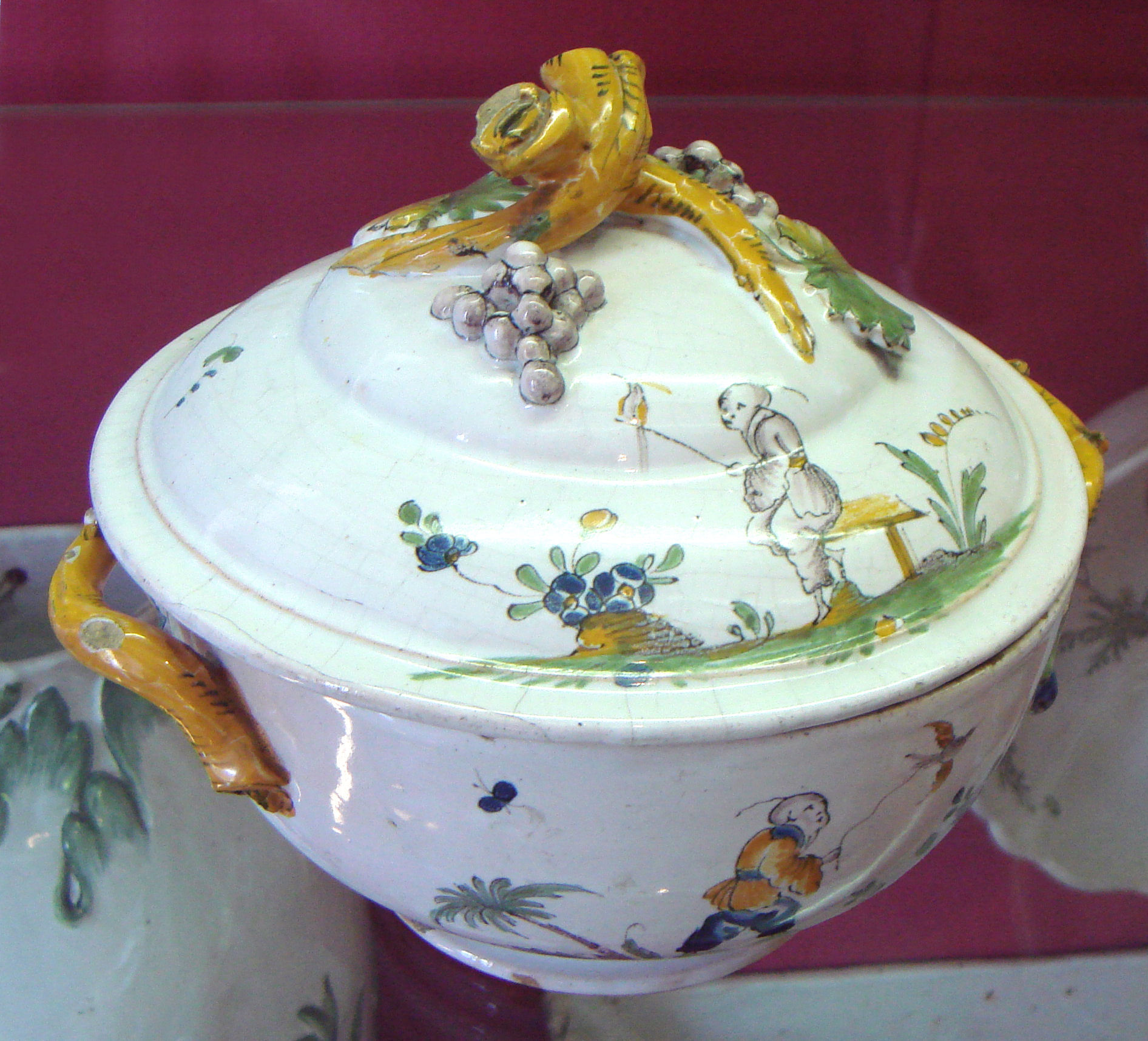